# Brachycephalus hermogenesi
Brachycephalus hermogenesi és una espècie de granota de la família Brachycephalidae que viu al Brasil.
Està amenaçada d'extinció per la pèrdua del seu hàbitat natural.